# Cremastosperma monospermum
Cremastosperma monospermum (Rusby) R.E.Fr. – gatunek rośliny z rodziny flaszowcowatych (Annonaceae Juss.). Występuje naturalnie w Ekwadorze, Peru, Boliwii oraz Brazylii (w stanach Acre, Pará i Rondônia).

## Morfologia
PokrójZimozielone drzewo dorastające do 12 m wysokości.
LiścieMają kształt od odwrotnie jajowatego do eliptycznego. Blaszka liściowa jest o spiczastym wierzchołku.
OwoceZebrane po 10–29 tworząc owoc zbiorowy. Mają elipsoidalny kształt.

## Biologia i ekologia
Rośnie w lasach pierwotnych.